# Rhamphidium
Rhamphidium là một chi rêu trong họ Ditrichaceae.